# Грей, Линда
Линда Энн Грей (англ. Linda Ann Gray; род. 12 сентября 1940, Санта-Моника, Калифорния) — американская актриса, режиссёр, продюсер и бывшая модель, наиболее известная по своей роли Сью Эллен Юинг в популярном телесериале «Даллас», которая принесла ей две номинации на премии «Золотой глобус» и «Эмми».

## Жизнь и карьера

### Ранние годы
Линда Грей родилась в Санта-Монике, штат Калифорния. В 1960-х, до того как стать актрисой, Грей работала моделью и начала свою актёрскую карьеру снимаясь в телевизионной рекламе, появившись в конечном счете почти в четырёхстах рекламных роликах. Ноги Грей были изображены на постере к фильму 1967 года «Выпускник».
Грей начала свою профессиональную актёрскую карьеру в начале 1970-х годов, с гостевых ролей в телесериалах тех лет, таких как «Доктор Маркус Уэлби» и «МакКлауд». Она также появилась в фильмах «Большое ограбление» (1975) и «Псы» (1976), а в 1977 году получила постоянную роль первого транссексуала и модели на американском телевидении в недолго просуществовавшем ситкоме «Все, что блестит». Шоу, которое было пародией на мыльные оперы, было отменено после всего лишь 13 эпизодов. В том же году она снялась в телефильме «Убийство в Пейтон Плейс», продолжении одноимённого сериала.

### «Даллас»

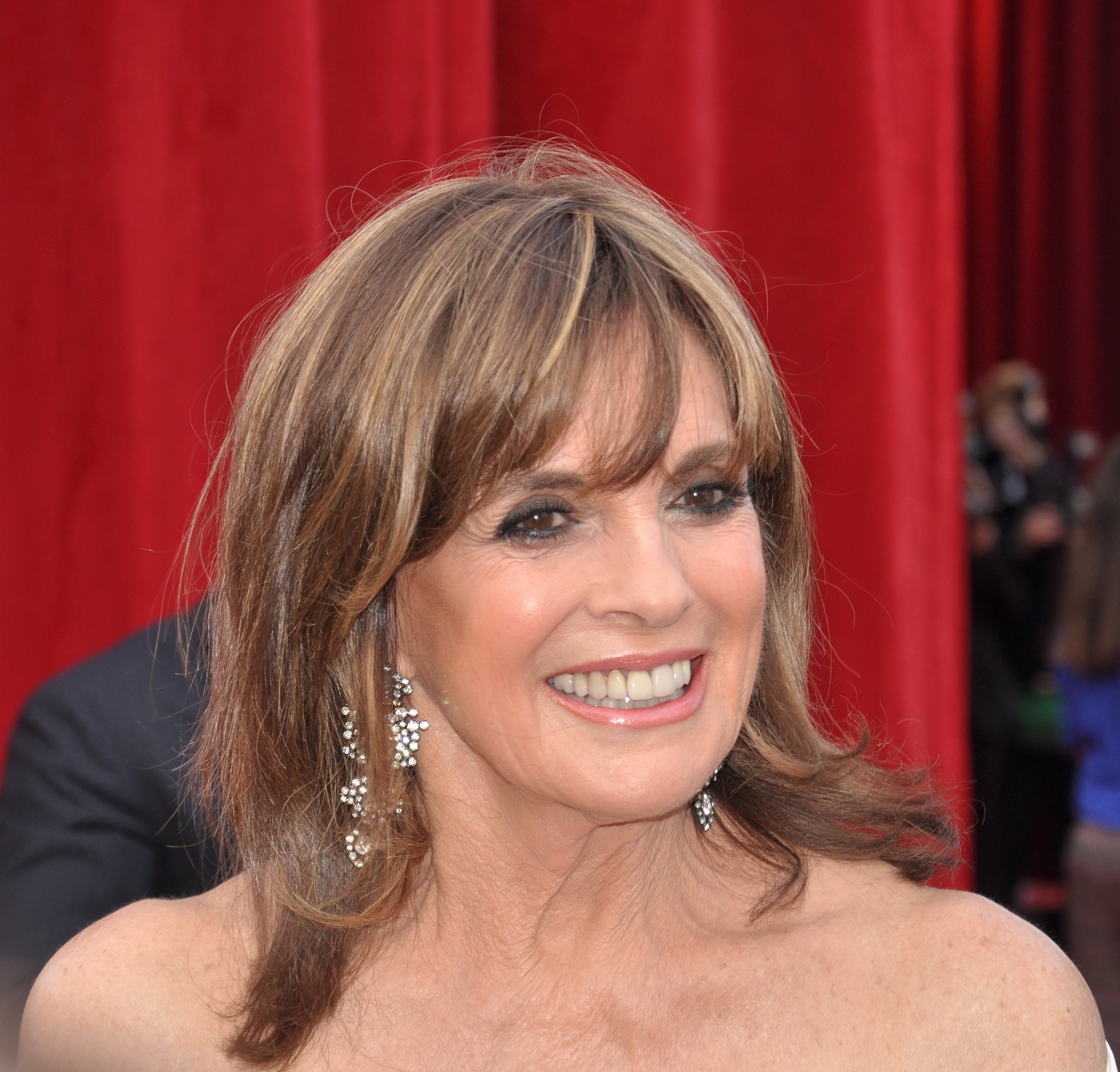
Линда Грей в 2013 году

В 1978 году Линда Грей получила роль Сью Эллен Юинг в телесериале канала CBS «Даллас». Первоначально персонаж актрисы был задуман лишь на пять эпизодов, однако героиня оказалась настолько популярна, что в конечном счёте стала одним из ведущих персонажей шоу. Когда Грей изначально пробовалась на роль Сью Эллен Юинг, персонаж был лишь фоновым героем. Как позже рассказывала сама актриса, ей нужно было работать практически как статист и не было никакой необходимости даже для формального прослушивания. Тем не менее Грей прошла формальное импровизационное прослушивание по телефону, так как роль не считалась достаточно важной чтобы устраивать полноценный кастинг актёров, хотя позже актриса сказала, что на роль также претендовала Мэри Фрэнн. Виктория Принсипал была брюнеткой, а Мэри Фрэнн — блондинкой и продюсеры изначально хотели иметь визуальный контраст между двумя героинями, но директор по кастингу решил что Грей более подходит на роль. В конечном счете уже в процессе развития первого (пилотного) сезона из пяти эпизодов персонажу начало уделяться больше экранного времени. Когда началось производство второго сезона, благодаря хорошим отзывам в прессе, Линда Грей была включена в основной состав сериала, а её персонаж стал одной из главных героинь шоу. За исполнение роли Сью Эллен, Линда Грей была номинирована на премию «Эмми» в категории «Лучшая женская роль в драматическом сериале» в 1981 году, а также дважды на «Золотой глобус» в категории «Лучшая актриса в телесериале — драма» в 1980 и 1981 годах, а также получила ряд других наград и номинаций
После восьмилетнего пребывания в шоу, Грей, заключая новый контракт, захотела стать одним из продюсеров сериала. Руководство канала не хотело расширять штат продюсеров сериала, а Грей отказывалась продлевать контракт без повышения до продюсера и хотела покинуть сериал, однако Ларри Хэгман пригрозил руководству уйти из шоу вместе с Грей. После совместного ультиматума Грей и Хэгмана продюсерам пришлось согласиться с их требованиями чтобы не потерять двух ведущих актёров проекта. Позже по контракту Грей имела право выступать в качестве режиссёра сериала и снимала по два эпизода в каждом из последующих сезонов. Грей решила покинуть сериал в конце двенадцатого сезона. Её уход стал неожиданностью для зрителей, а агент актрисы сказал, что после одиннадцати лет в шоу, она хотела заниматься другими проектами.

### После «Далласа»

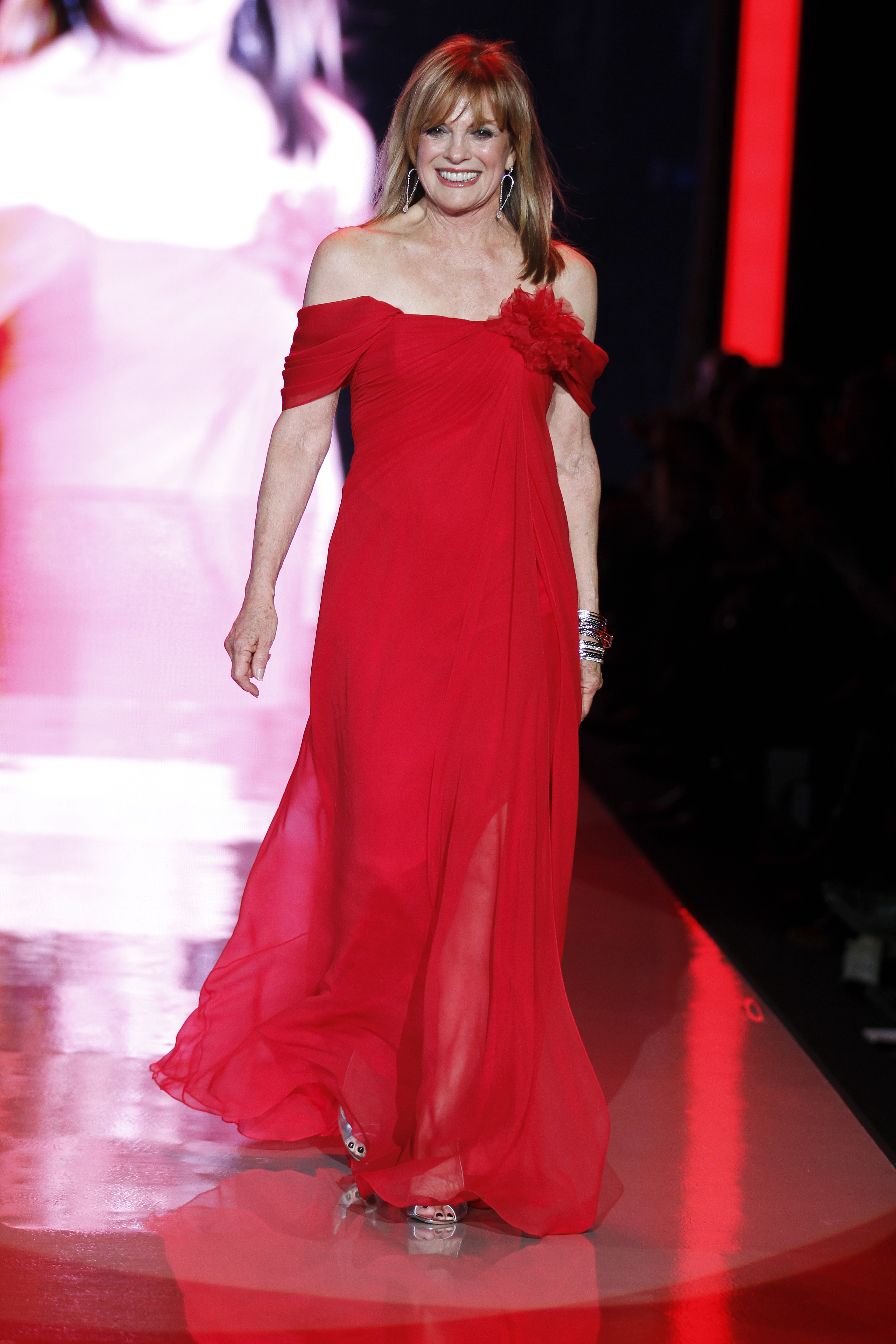
Грей на шоу The Heart Truth в 2011.

После завершения «Далласа», Грей продолжала активно сниматься в кино и на телевидении. В 1991 году она снялась в комедии «Оскар» вместе с Сильвестром Сталлоне, а также сыграла главные роли в нескольких телефильмах на протяжении девяностых.
В 1994 году Грей была приглашенной звездой в четырёх эпизодах телесериала «Мелроуз Плейс», сыграв мать Аманды Вудвард (Хизер Локлир), и впоследствии повторила эту роль в его спин-оффе под названием «Агентство моделей». Персонаж на тот момент 55-летней Грей был главным героем шоу, которое продолжалось один сезон и было закрыто из-за низких рейтингов. В последующие годы Грей в первую очередь была активна на театральной сцене.
Грей дважды возвращалась к своей роли Сью Эллен в телефильмах «Даллас: Джей Ар возвращается» (1996) и «Даллас: Война Юингов» (1998), а после покинула экраны и следующие шесть лет выступала на театральной сцене Лондона. В 2001 году она сыграла главную роль в пьесе Чарльза Уэбба The Graduate, а после дебютировала как режиссёр постановки «Убийство первой степени». Она также выступала в таких пьесах как «Монологи вагины», «Агнес и Бог» и «Любовное письмо».

### Последние годы
В 2004 году после шести лет перерыва в карьере Грей вернулась на телевидение как приглашенная звезда в пяти эпизодах мыльной оперы «Дерзкие и красивые», где снимался Патрик Даффи, коллега по «Далласу». В тот же период она снялась в нескольких фильмах, таких как «Размышления о жизни», «Надежды и ожидания Мэри» и «Полёт лебедя». В 2008 году она появилась в эпизоде сериала «90210», который является частью франшизы «Беверли-Хиллз, 90210», и таким образом актриса появилась в трех из четырёх ответвлениях сериала. В 2007 году она сыграла главную роль в Лондонской трагикомедийной постановке «Слова нежности», за которую получила позитивные отзывы от критиков, а в 2011 году исполнила роль Бетт Дейвис в пьесе «Бетт Дейвис говорит».
В 2010 году кабельный канал TNT начал разработку одноимённого продолжения «Далласа». Премьера сериала состоялась в 2012 году и Линда Грей вернулась к своей роли Сью Эллен Юинг, которая в настоящее время является кандидатом на пост Губернатора Техаса. Сериал был закрыт в 2014 году, после трёх сезонов, из-за спада рейтингов.
В 2013 году журнал People включил Грей в свой список «Самых красивых женщин мира».

## Личная жизнь
С 1962 по 1983 год Грей была замужем за Эдом Трэшером, у них двое детей и двое внуков. Её младшая сестра, Бетти, умерла в 1989 году от рака молочной железы. Недавно актриса сняла документальный фильм в Никарагуа о проблемах в области здравоохранения женщин и детей в рамках своей работы в качестве посла доброй воли ООН.

## Фильмография
| Год           | Название на русском                 | Название на английском                                      | Роль                              | Примечания          |
| ------------- | ----------------------------------- | ----------------------------------------------------------- | --------------------------------- | ------------------- |
| 1963          | Выходные в Палм-Спрингс             | Palm Springs Weekend                                        | Girl at Pool with Yellow Swimsuit | не указана в титрах |
| 1974          | Доктор Маркус Уэлби                 | Marcus Welby, M.D.                                          | Patsy Grey                        | 1 эпизод            |
| 1975          | Большое ограбление                  | The Big Rip-Off                                             | Model                             |                     |
| 1976          | Псы                                 | Dogs                                                        | Miss Engle                        |                     |
| 1976          | МакКлауд                            | McCloud                                                     | Cindy Yates                       | 2 эпизода           |
| 1977          | Двуличный                           | Switch                                                      | Alison                            | 1 эпизод            |
| 1977          | Все, что блестит                    | All That Glitters                                           | Linda Murkland                    |                     |
| 1977          | Убийство в Пейтон Плейс             | Murder in Peyton Place                                      | Carla Cord                        |                     |
| 1977          | Большие Гавайи                      | Big Hawaii                                                  | Annie Quinlan                     | 1 эпизод            |
| 1976-78       | Критическое положение!              | Emergency!                                                  | Evelyn Davis                      | 2 episodes          |
| 1978          | Трава всегда зеленее                | The Grass Is Always Greener Over the Septic Tank            | Leslie Corliss                    |                     |
| 1979          | Два мира Дженни Логан               | The Two Worlds of Jennie Logan                              | Elizabeth Harrington              |                     |
| 1980          | Безумная связь                      | Haywire                                                     | Nan                               |                     |
| 1980          | Бесплатная дикость                  | The Wild and the Free                                       | Linda                             |                     |
| 1982          | Не в присутствии детей              | Not in Front of the Children                                | Nancy Carruthers                  |                     |
| 1987          | Кенни Роджерс: Легенда продолжается | Kenny Rogers as The Gambler, Part III: The Legend Continues | Mary Collins                      |                     |
| 1978-89, 1991 | Даллас                              | Dallas                                                      | Sue Ellen Ewing                   | 308 эпизодов        |
| 1991          | Лавджой                             | Lovejoy                                                     | Cassandra Lynch                   | 2 эпизода           |
| 1991          | Артисты                             | The Entertainers                                            | Laura                             |                     |
| 1991          | Оскар                               | Oscar                                                       | Roxanne                           |                     |
| 1992          | Шоссе разбитых сердец               | Highway Heartbreaker                                        | Catherine                         |                     |
| 1993          | Момент истины: Почему моя дочь?     | Moment of Truth: Why My Daughter?                           | Gayle Moffitt                     |                     |
| 1993          | Бонанза: Возвращение                | Bonanza: The Return                                         | Abigail 'Laredo' Stimmons         |                     |
| 1994          | Моя любимая дочь                    | To My Daughter with Love                                    | Eleanor Monroe                    |                     |
| 1994          | Дамский заговор                     | Accidental Meeting                                          | Jennifer Parris                   |                     |
| 1994          | Момент истины: Нарушенные обеты     | Moment of Truth: Broken Pledges                             | Eileen Stevens                    |                     |
| 1994          | Мелроуз Плейс                       | Melrose Place                                               | Hillary Michaels                  | 4 эпизода           |
| 1994          | Крепкий Макс                        | Mighty Max                                                  | Kali (голос)                      | 1 эпизод            |
| 1994-95       | Агентство моделей                   | Models Inc.                                                 | Hillary Michaels                  | 29 эпизодов         |
| 1996          | Прикосновение ангела                | Touched by an Angel                                         | Marian Campbell                   | 1 эпизод            |
| 1996          | Даллас: Джей Ар возвращается        | Dallas: J.R. Returns                                        | Sue Ellen Shepard Ewing Lockwood  |                     |
| 1998          | Даллас: Война Юингов                | Dallas: War of the Ewings                                   | Sue Ellen Shepard Ewing Lockwood  |                     |
| 1998          | Звезда Джайпура                     | Star of Jaipur                                              | Linda Trask                       |                     |
| 2004-05       | Дерзкие и красивые                  | The Bold and the Beautiful                                  | Priscilla Kelly                   | 5 эпизодов          |
| 2005          | Макбрайд: Мадам, это убийство       | McBride: It’s Murder, Madam                                 | Victoria Sawyer                   |                     |
| 2006          | Размышления о жизни                 | Reflections of a Life                                       | Linda                             |                     |
| 2006          | Пеппер Деннис                       | Pepper Dennis                                               | Barbara Meryl                     | 1 эпизод            |
| 2008          | 90210: Новое поколение              | 90210                                                       | Victoria Brewer                   | 1 эпизод            |
| 2010          | Надежды и ожидания Мэри             | Expecting Mary                                              | Darnella                          |                     |
| 2011          | Полёт лебедя                        | The Flight of the Swan                                      | Alexi’s mother                    |                     |
| 2012          | Спрятанная луна                     | Hidden Moon                                                 | Eva Brighton                      |                     |
| 2012—2014     | Даллас                              | Dallas                                                      | Sue Ellen Ewing                   | 40 эпизодов         |

## Награды и номинации
| Год  | Награда                                   | Категория                                                                      | Работа | Результат |
| ---- | ----------------------------------------- | ------------------------------------------------------------------------------ | ------ | --------- |
| 1981 | Золотой глобус                            | Премия «Золотой глобус» за лучшую женскую роль в телевизионном сериале — драма | Даллас | Номинация |
| 1981 | Эмми                                      | Премия «Эмми» за лучшую женскую роль в драматическом телесериале               | Даллас | Номинация |
| 1981 | Il Gato                                   | Лучшая актриса на телевидении                                                  | Даллас | Победа    |
| 1982 | Золотой глобус                            | Премия «Золотой глобус» за лучшую женскую роль в телевизионном сериале — драма | Даллас | Номинация |
| 1982 | Бэмби                                     | Лучшая актриса в интернациональном сериале                                     | Даллас | Победа    |
| 1983 | Голливудское общество телевидения и радио | Женщина года                                                                   | Даллас | Победа    |
| 1985 | Дайджест мыльных опер                     | Лучшая женская роль в прайм-тайм сериале                                       | Даллас | Номинация |
| 1985 | Дайджест мыльных опер                     | Любимая пара в прайм-тайм сериале (с Ларри Хэгманом)                           | Даллас | Номинация |
| 1986 | Дайджест мыльных опер                     | Лучшая женская роль в прайм-тайм сериале                                       | Даллас | Номинация |
| 1986 | Дайджест мыльных опер                     | Любимая пара в прайм-тайм сериале (с Ларри Хэгманом)                           | Даллас | Номинация |
| 2006 | TV Land Award                             | Награда за вклад в популярную культуру                                         | Даллас | Победа    |